# Lee Janzen
Pour les articles homonymes, voir Janzen.
Lee Janzen, Lee McLeod Janzen, né le 28 août 1964 à Austin, Minnesota, est un golfeur américain

## Biographie
Vainqueur de huit tournois sur le circuit du PGA Tour, il remporte deux victoires en Majeurs, les deux lors de l'U.S. Open. La première de ces victoires a lieu en 1993 à Springfield dans le New Jersey devant Payne Stewart.
Son deuxième US Open victorieux se produit également au détriment de ce même joueur. Lors de cette édition, Janzen comble un déficit de 5 coups sur le leader à l'issue du troisième tour, ce qui ne s'était pas produit à l'US Open depuis 1973.
Parmi ses autres meilleurs résultats lors de tournoi du Grand Chelem, il termine dans le Top 10 lors de l'US Open et de l'USPGA 1996 et termine à la quatrième place de ce dernier tournoi en 1997.

## Palmarès

### Ryder Cup
- Vainqueur en 1993
- Participation à la Ryder Cup 1997

### Majeurs
- U.S. Open 1993
- U.S. Open 1998

### PGA Tour
- 1992 (1) Northern Telecom Open
- 1993 (2) Phoenix Open, U.S. Open
- 1994 (1) Buick Classic
- 1995 (3) The Players Championship, Kemper Open, Sprint International
- 1998 (1) U.S. Open

### Autres victoires
- 2000 Franklin Templeton Shootout (avec Rocco Mediate)

### Compétitions par équipes
- Participation à la Presidents Cup 1998
- Participation à la Dunhill Cup 1995